# Mathieu Brialmont
Pour les articles homonymes, voir Brialmont.
Mathieu  Brialmont né le 17 février 1789 à Seraing et mort le 15 avril 1885 à Anvers est un militaire, un volontaire de 1830 et un homme politique belge.

## Biographie

### Jeunesse
Mathieu Laurent Joseph Brialmont est le fils ainé d'une fratrie de trois enfants issus de Mathieu Brialmont et d'Anne-Marie Petitjean. Cette dernière meurt en 1795 alors qu'il n'a que 6 ans1⁄2.

En 1813, son père, âgé alors de 66 ans, épouse Jeanne Cajot, âgée elle de 38 ans. Le couple enfante, la même année, un garçon prénommé Nicolas.

### Carrière militaire

#### Premier Empire
Sa carrière débute le 14 septembre 1808 lorsqu'il est enrôlé comme soldat au 86e Régiment de Ligne du Premier Empire. Il participe aux campagnes d'Espagne entre 1808 et 1811. Devenu sergent-major, il prend part à la campagne de Russie de 1812. Devenu lieutenant, il participe à la campagne d'Allemagne de 1813 puis, en 1814, comme capitaine, aux combats de la campagne de France qui se déroulent en Italie.
Après l'abdication de Napoléon Ier en avril 1814, il rentre chez ses parents à Seraing. Lors des Cent-Jours, il rejoint le 3e corps d'infanterie sous le commandement du maréchal d'Empire Grouchy et prend part aux batailles de Ligny et de Wavre et, par conséquent, ne participe pas à celle de Waterloo.
Le 28 janvier 1816, il démissionne honorablement des cadres de l'armée. Blessé à trois reprises pendant ces nombreuses campagnes militaires, il fut aussi félicité à plusieurs reprises au front des troupes.

#### Royaume des Pays-Bas
Le 13 mars 1816, il s'enrôle dans les forces militaires du Royaume des Pays-Bas mais ne reçoit du service que le 16 août 1817 comme capitaine d'infanterie.

Le 1er mars 1819, il est mis en non-activité à 2⁄3 de solde parce que n'ayant rejoint l'armée nationale qu'après la bataille de Waterloo. En 1829, il demande sa mise en non-activité complète et envoie sa démission.

#### Royaume de Belgique
Apprenant les nombreux soulèvements populaires dans les provinces du Sud du Royaume des Pays-Bas, il se met, dès septembre 1830, au service de la révolution belge. Il mène l'assaut lors du siège de Venlo et en est nommé commandant militaire. Pendant la campagne des Dix-Jours, bien qu'il soit isolé, il parvient à garder la place. Ce qui lui vaut d'être nommé lieutenant-colonel.
Devenu colonel il est nommé, le 28 novembre 1836, au poste de commandant de la place d'Anvers qui est d'une importance stratégique majeure.
Après avoir été nommé, le 18 juillet 1842, aide-de camp du roi Léopold Ier, occupé le poste, créé pour lui, d'aide-major général et celui de ministre de la Guerre, il met fin, à l'âge de 65 ans, à sa carrière militaire, le 14 mars 1854. Il était, à ce moment, lieutenant général et commandant de la 4e division territoriale et de la 4e division d'Infanterie.

### Carrière politique
Le 12 août 1850, il succède à Félix Chazal, qui vient de démissionner du poste de ministre de la Guerre, mais, à la suite des débats parlementaires houleux sur le budget de l’armée que l’on voulait réduire de moitié et, sur les conseils de son fils Henri-Alexis, il rend lui aussi sa démission en avril 1851. Cette démission devient effective le 13 juin 1851.

### Vie privée
Le 30 juillet 1820, pendant qu'il est en garnison à Venloo, il épouse Anna-Maria Verwins, la fille ainée d'un commerçant de la ville.
La dot d'Anna-Maria consiste en une propriété à Maagdenberg (Venlo). Comme il est en non-activité à 2⁄3 de solde, il entreprend, pour subsister, de cultiver la vigne et de pratiquer la sériciculture. C'est une catastrophe à cause du climat non approprié pour ces activités.
C'est dans cette propriété de Maagdenberg que naissent ses deux filles et ses deux garçons, dont Henri-Alexis.

### Distinctions et honneurs
Décorations belges
- Ordre de Léopold :
  - Chevalier (arrêté royal du 15 décembre 1833), puis,
  - Officier (arrêté royal du 31 mars 1846), puis,
  - Commandeur (arrêté royal du 13 septembre 1853), puis,
  - Grand officier (arrêté royal du 21 juillet 1860), puis,
  - Grand cordon (arrêté royal du 25 septembre 1878 ;
- Croix de fer belge (arrêté royal du 2 avril 1835) ;
- Croix commémorative des volontaires de 1830 (arrêté royal du 20 juillet 1856).

Décorations françaises
- Légion d'honneur[5] :
  - Légionnaire (15 mars 1814 : France), puis,
  - Officier  (ordonnance de Louis-Philippe Ier, roi des Français du 5 novembre 1846 : France), puis,[réf. nécessaire]
  - Commandeur de la Légion d'honneur (décret de S. M. Napoléon III, empereur des Français (1854 : France) ;[réf. nécessaire]
- Médaille de Sainte-Hélène (décret de S. M. Napoléon III, empereur des Français du 12 août 1857)

Autres
Portugal
- Grand'croix de l'ordre royal du Christ (décret de S. M. le roi Régent du Portugal en 1855) ;

Duché de Saxe-Cobourg et Gotha
- Grand'croix de l'ordre de la Maison ernestine de Saxe (par S. A .R. le duc régnant de Saxe-Cobourg-Gotha) ;

Brésil
- Grand'croix de l'ordre impérial de la Rose (décret de S. M. l'empereur du Brésil du 7 octobre 1867).

## Mémoire
- La rue Brialmont (Brialmontstraat) à Venlo.